# Porto Alegre do Tocantins
Porto Alegre do Tocantins là một đô thị thuộc bang Tocantins, Brasil. Đô thị này có diện tích 501,97 km², dân số năm 2007 là 2830 người, mật độ 5,64 người/km².